# 沟纹硬皮地蛛
沟纹硬皮地蛛（学名：Calommata signatum）为地蛛科硬皮地蛛属的动物。分布于日本、朝鲜以及中国大陆的山西、陕西、山东、河南、贵州等地，生活习性为穴居。该物种的模式产地在日本。